# Eusallya bomberensis
Eusallya bomberensis är en insektsart som beskrevs av Evans 1972. Eusallya bomberensis ingår i släktet Eusallya och familjen dvärgstritar. Inga underarter finns listade i Catalogue of Life.